# 大舎人部千文
大舎人部 千文（おおとねりべ の ちふみ、生没年不詳）は、奈良時代の防人。

## 経歴・人物
常陸国那賀郡の人物。天平勝宝7歳（755年）2月、防人として筑紫に派遣された際に詠んだ歌が『万葉集』に2首入集。

## 歌
- 筑波嶺の 早百合の花の 夜床にも 愛しけ妹そ 昼も愛しけ[2]
- 霰降り 鹿島の神を 祈りつつ 皇御軍に 我は来にしを[3]